# Anua selenaria
Anua selenaria är en fjärilsart som beskrevs av Embrik Strand 1913. Anua selenaria ingår i släktet Anua och familjen nattflyn. Inga underarter finns listade i Catalogue of Life.